# Calciumcarbonat
 Der er for få eller ingen kildehenvisninger i denne artikel, hvilket er et problem. Du kan hjælpe ved at angive troværdige kilder til de påstande, som fremføres i artiklen.

Calciumkarbonat (på dansk også kaldet kulsur kalk), der har sumformlen: CaCO3, er den kemiske betegnelse for en gruppe af velkendte, mineralske stoffer. De omtales – alt efter dannelsesforhold og anvendelse – som marmor (metamorf bjergart), kalksten (sedimentær bjergart), dolomit (CaMg(CO3)2), kridt eller jordbrugskalk.  En usædvanlig form for calciumcarbonat er ikait, der indeholder krystalvand, CaCO3 • 6 H2O.  Ikait er kun stabilt under 6 grader C og kendes derfor kun som Ikkasøjlerne på bunden af Ikkafjorden i Grønland.
Inden for jordbruget er det carbonatet, der er mest interessant, og det skyldes kulsyrens særlige ioniseringsforhold, som medfører, at alle carbonater har basevirkning i vandig opløsning og under fri luftadgang. Derfor bruges stoffet (gerne i form af såkaldt "100% calciumcarbonat") som jordforbedringsmiddel overalt, hvor man ønsker at fjerne syre fra jorden.
Havlevende dyr og planter danner skaller, exoskeletter og andre hårde dele af calciumcarbonat, men med havenes forsuring ændres de havlevende dyrs og planters evne til at danne og bevare de hårde dele af calciumcarbonat.
Siden starten af industrialiseringen har havenes  pH, surhedsgrad, ændret sig drastisk. Dyr og planter der er berørt af forsuringen er kalkflagellater (nanoplankton), koraller, foraminiferer, pighuder, krebsdyr og bløddyr.
Calciumcarbonat som sediment og kalk udgør et enormt kulstof-reservoir i lithosfæren, ifølge IPCC anstlået til 66.000.000-100.000.000 GtC (giga ton carbon)
Ved subduktion af oceanplader under kontinentalplader føres sediment og kalk ned i varmere zoner i asthenosfæren og mesosfæren og undergår derved en spaltning til kuldioxid, der giver anledning til eksplosive vulkanudbrud, som det skete med Mount St. Helens i det vestlige USA i 1980.

## Reference
1. ↑  Estimates of the carbon cycle ca. 1998 as cited from From the United Nations Intergovernmental Panel on Climate Change, IPCC

- Wikimedia Commons har flere filer relateret til Calciumcarbonat

| Naturvidenskab | Spire Denne naturvidenskabsartikel er en spire som bør udbygges. Du er velkommen til at hjælpe Wikipedia ved at udvide den. |